# سوفیا تولستایا

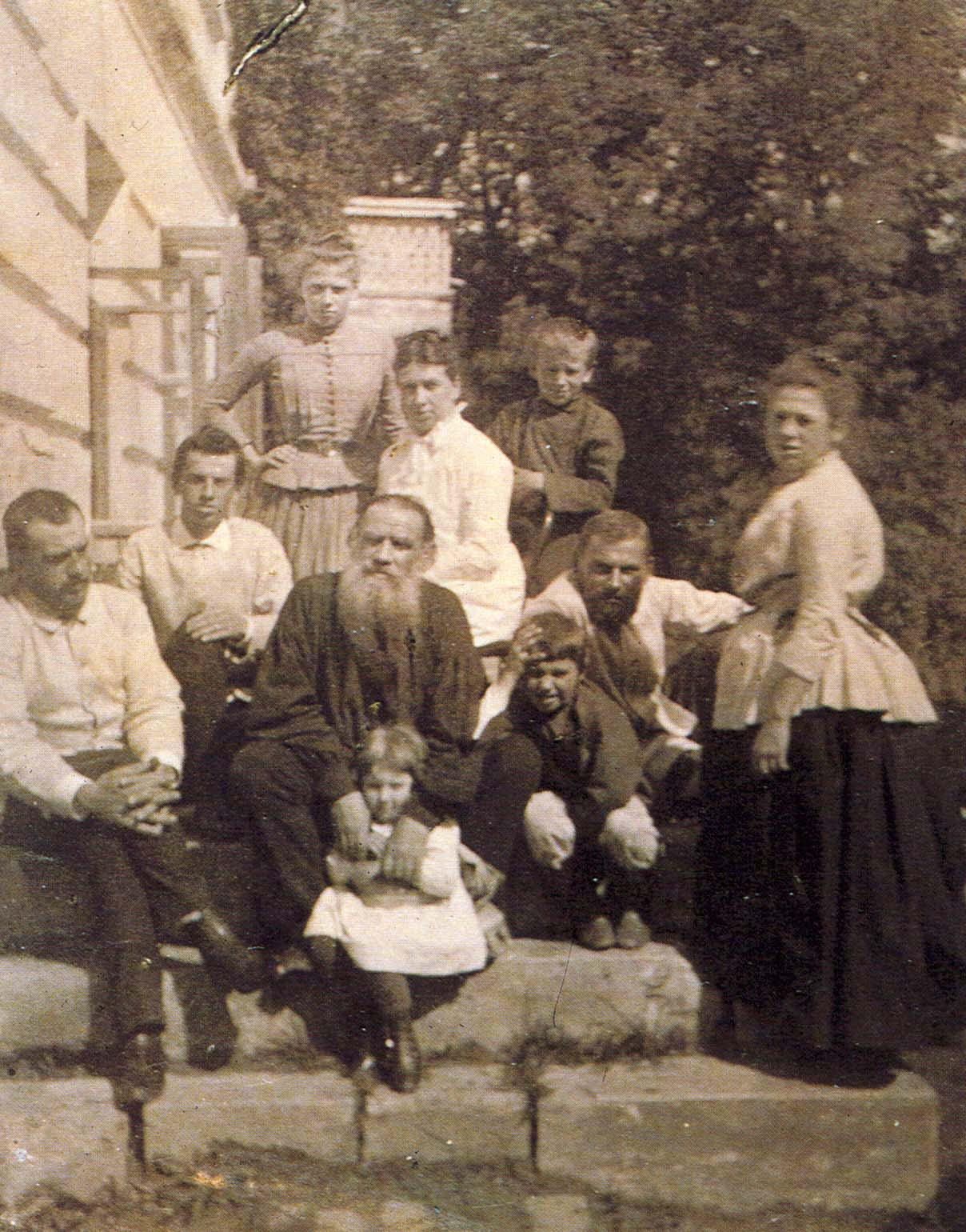
خانوادۀ تولستوی در یاسنایا پالیانا در سال ۱۸۸۷

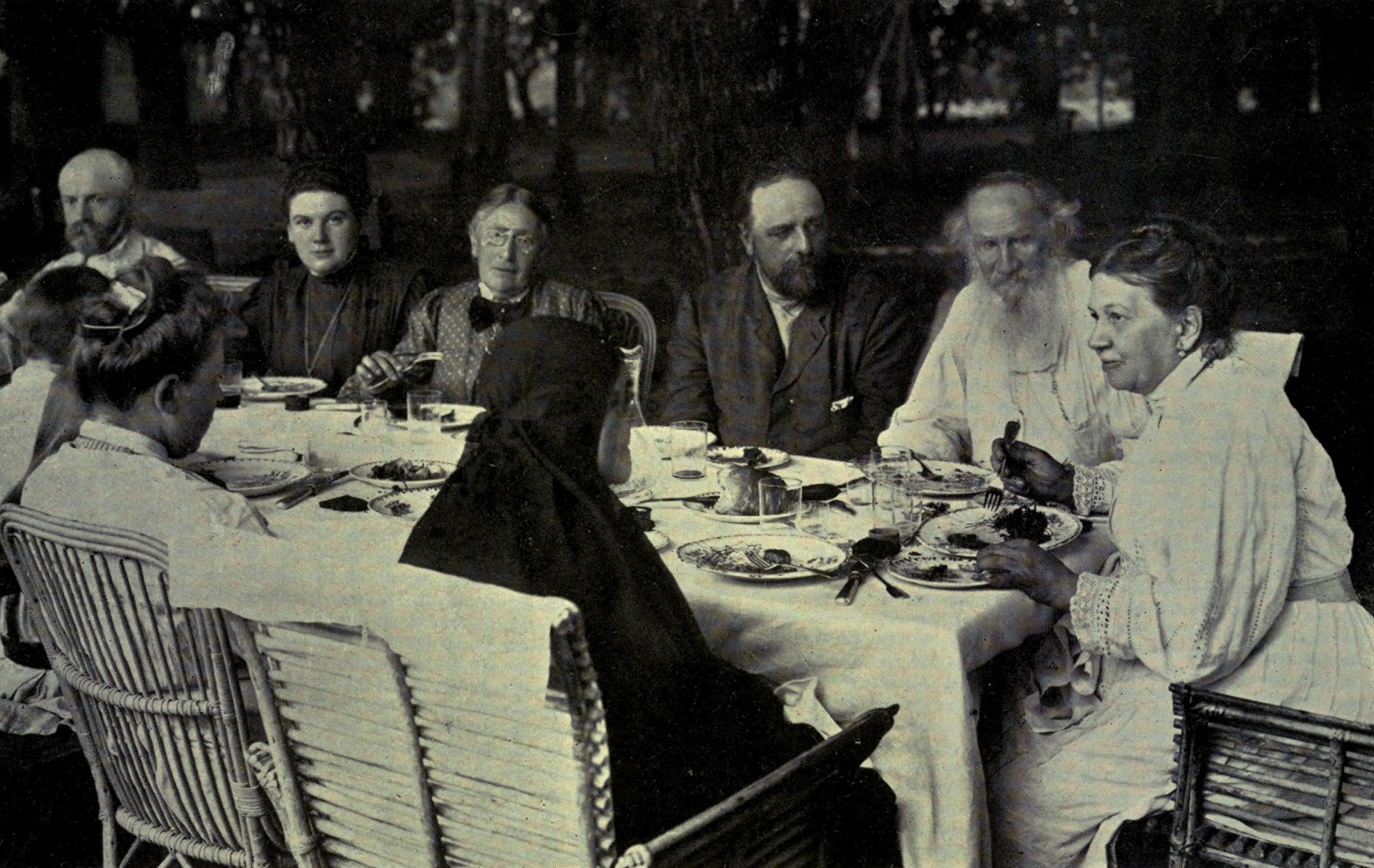
خانوادۀ تولستوی در یاسنایا پالیانا، حوالی سال ۱۸۸۷

کُنتس سوفیا آدریونا تولستایا (انگلیسی: Sophia Andreyevna Tolstaya؛ ‏؛ روسی: Со́фья Андре́евна Толста́я؛ ‏ ۳ سپتامبر [سبک قدیمی: ۲۲ اوت] ۱۸۴۴ – ۴ نوامبر ۱۹۱۹) خاطره‌نویس و نسخه‌بردار اهل امپراتوری روسیه و همسر نویسنده نامدار روس، کُنت لئو تولستوی بود.

## زندگی‌نامه
سوفیا بیرز یکی از سه دختر آندری ایوستافیویچ بیرز (۱۸۰۸–۱۸۶۸)، پزشک آلمانی-بالتیک دربار امپراتوری، و همسر روسی‌اش لیوبوف الکساندروونا ایزلاوینا (۱۸۲۶–۱۸۸۶) بود. پدربزرگ مادری‌اش، کنت پیوتر زاوادوفسکی، اولین وزیر آموزش و پرورش در تاریخ روسیه بود. سوفیا از دوران کودکی با همسر آینده‌اش، لئو تولستوی آشنا بود؛ لئو ۱۶ سال از او بزرگتر بود و از دوران کودکی با مادر سوفیا دوست بود. در ۱۷ سپتامبر ۱۸۶۲، وقتی که سوفیا ۱۸ ساله بود، این دو به‌طور رسمی نامزد شدند بعد از اینکه تولستوی پیشنهاد ازدواج کتبی خود را به او داد و یک هفته بعد در مسکو ازدواج کردند. در زمان ازدواج آنها، لئو تولستوی پس از انتشار قزاقها به عنوان یک رمان‌نویس شهرت یافته بود. شب قبل از عروسی، تولستوی دفترچه خاطرات خود را که روابط جنسی‌اش با خدمتکاران زن را شرح می‌داد، به سوفیا داد. (در رمان آنا کارنینا شخصیت نیمه‌خودنگار کنستانتین لوین، ۳۴ ساله، مشابه همین رفتار را انجام می‌دهد و از نامزد ۱۹ ساله‌اش کیتی می‌خواهد تا دفترچه خاطراتش را بخواند و از خطاهای گذشته‌اش آگاه شود) این دفترچه خاطرات شامل این موضوع بود که تولستوی از یک زن که در املاک یاسنایا پالیانا زندگی می‌کرد، صاحب فرزندی شده است.
تولستایا در مجموع ۱۶ بار باردار شد که سه بارداری او به سقط جنین منتهی شد. تولستوی‌ها ۱۳ فرزند داشتند که هشت نفر از آنها به سن بلوغ رسیدند. با توجه به علاقه روزافزون شوهرش به مسائل روحانی، تولستایا مسئولیت اداره املاک خانوادگی را به عهده گرفت. او نسخه‌بردار رمان جنگ و صلح بود و برای این کار، دست‌نویس‌ها را هفت بار از ابتدا تا انتها در خانه و در شب‌ها، پس از اینکه کودکان و خدمتکاران به رختخواب رفتند، با قلم جوهر و گاهی با استفاده از ذره‌بین برای خواندن یادداشت‌های شوهرش، رونویسی و ویرایش می‌کرد.
تولستایا در سال ۱۸۸۷، دوباره به عکاسی که در سن ۱۶ سالگی یادگرفته بود، علاقه‌مند شد. او بیش از ۱٬۰۰۰ عکس گرفت که زندگی خود و افول امپراتوری روسیه را مستند می‌کرد. او یک نویسنده‌نگار بود و زندگی خود با لئو تولستوی را در مجموعه‌ای از دفترچه‌های خاطرات ثبت کرده که در دهه ۱۹۸۰ به زبان انگلیسی ترجمه و منتشر شد. تولستایا همچنین یادداشت‌های خاطرات خود را نوشت که آن را «زندگی من» نامید.
ازدواج تولستایا و لئو تولستوی یکی از ازدواج‌های مشهور ناگوار و ناشاد در تاریخ ادبیات محسوب می‌شود. فرزندان آنها در اختلافات زناشویی‌شان جانب این یا آن را می‌گرفتند. دخترشان، آلکساندرا، از پدرش حمایت کرد، در حالی که پسرشان لئو جونیور از مادرش طرفداری می‌کرد. تولستایا با رشد علاقه شوهرش به مسائل روحانی و بی‌توجهی او به زندگی خانوادگی‌شان دست و پنجه نرم می‌کرد. این زوج بر سر تمایل تولستوی برای بخشیدن تمام اموال خصوصی خود با یکدیگر دعوا کردند. در سال ۱۹۱۰، هنگامی که لئو تولستوی ۸۲ ساله بود، ناگهان از سوفیا جدا شد و با دخترشان آلکساندرا و پزشک خود، «دوشان ماکوویتسکی» از خانه رفتند. لئو از خشم پس از شنیدن این که سوفیا در حال جستجو در اتاق مطالعه‌اش برای پیدا کردن وصیت‌نامه‌اش بود، که نگران بود ممکن است لئو آن را تغییر دهد، خانه را ترک کرد. او ۱۰ روز بعد در روستای آستاپاوو درگذشت. سوفیا از او دور نگه داشته شد (چنانچه در فیلم آخرین ایستگاه به تصویر کشیده شده است). پس از مرگ شوهرش، تولستایا همچنان در یاسنایا پولیانا زندگی کرد و انقلاب روسیه را با آرامش نسبی سپری کرد. او در ۴ نوامبر ۱۹۱۹ درگذشت.

## جنجال مربوط بهسونات کرویسترلئو تولستوی
در سال ۱۸۸۹، لئو تولستوی کتاب خود با عنوان سونات کرویستر را منتشر کرد. این کتاب از پرهیز جنسی حمایت می‌کرد و روایتگر داستان مردی بود که همسرش را در یک بحران حسادت به قتل می‌رساند. علی‌رغم اینکه کتاب به سرعت توسط سانسور حکومتی از انتشار عمومی منع شد، در جامعه روسیه به اشتباه تصور می‌شد که این رمان توصیفی از ازدواج ناموفق لئو تولستوی و سوفیا تولستایا است که به شدت تولستایا را آزرده‌خاطر کرد.
تولستایا در واکنش به سونات کرویستر دو رمان کوتاه نوشت که هر دو تا سال ۲۰۰۰ منتشر نشدند. این دو رمان عبارتند از تقصیر کیست؟ که بین ۱۸۹۱ و ۱۸۹۴ نوشته شده و ترانه بی‌کلام که در سال ۱۸۹۸ نگاشته شد. در هر دو، شخصیت شوهر به عنوان مردی بی‌احساس نسبت به نیازهای همسرش به تصویر کشیده شده است.
با وجود اعتراضات تولستایا بهسونات کرویستر اما خودش به لغو ممنوعیت انتشار این رمان کمک کرد. او در سال ۱۸۹۱ با تزار الکساندر سوم ملاقات کرد و توانست رضایت او را جلب کند تا این رمان در مجموعه‌ای گسترده از آثار لئو تولستوی گنجانده شود.

## در فرهنگ عامه
سوفیا تولستایا توسط هلن میرن در فیلم سینمایی آخرین ایستگاه در سال ۲۰۰۹ به تصویر کشیده شد که بر اساس رمان بیوگرافی به همین نام به قلمِ جی پارینی نوشته شده در ۱۹۹۰ ساخته شد. لئو تولستوی نیز در این فیلم توسط کریستوفر پلامر به تصویر کشیده شده است. هر دو بازیگر برای نقش‌های خود نامزد دریافت جوایز اسکار در شاخه‌های مرتبط شدند.
زندگی او همچنین در اوت ۲۰۱۰ در برنامه رادیو بی‌بی‌سی ۴ با عنوان یک زندگی ساده به صورت سریالی پخش شد. در سال ۲۰۲۲، تولستایا شخصیت اصلی فیلم یک زوج به کارگردانی فردریک وایزمن بود. بازیگر فرانسوی، ناتالی بوتفو در این فیلم در نقش تولستایا هنرنمایی کرده است که شامل مونولوگ‌هایی بر اساس دفترچه‌های خاطرات تولستایا است.

## آثار
بسیاری از آثار تولستایا مدتها پس از نگارش‌شان و پس از مرگ او منتشر شدند. این موضوع بدان سبب بود که تولستایا در نوشته‌های خود به نقد لئو تولستوی پرداخته بود و مقامات روسی نمی‌خواستند جایگاه این نویسنده مشهور خدشه‌دار شود. برخی از آثار ادبی او بیش از یک قرن پس از نوشته شدن منتشر شدند.